# Lagunillas, Bolivia
Lagunillas är en ort i Bolivia.   Den ligger i departementet Santa Cruz, i den centrala delen av landet, 180 km öster om huvudstaden Sucre. Lagunillas ligger 915 meter över havet och antalet invånare är 958.
Terrängen runt Lagunillas är huvudsakligen kuperad. Lagunillas ligger nere i en dal. Trakten runt Lagunillas är nära nog obefolkad, med mindre än två invånare per kvadratkilometer.. Det finns inga andra samhällen i närheten.
I omgivningarna runt Lagunillas växer i huvudsak lövfällande lövskog.